# KL118
Il Merdeka 118, conosciuto anche come PNB118 e KL118, è un grattacielo in Malaysia, nella città di Kuala Lumpur.

## Caratteristiche
Progettato dalla società di ingegneria Arup l'edificio è il grattacielo più alto della città, quello più alto della Malaysia (superando le Torri Petronas) e il secondo edificio più alto al mondo con i suoi 678,90 metri d'altezza. All'interno sono presenti 100 piani affittabili da aziende private dei quali 83 vengono usati per uffici di varie compagnie, 12 come camere di un albergo e i 5 piani rimanenti da un centro commerciale. Lo spazio non affittabile contiene invece per lo più parchi interni, piani meccanici e un parcheggio da 8 500 posti auto che occupa i 5 piani interrati. 60 degli 83 piani degli uffici sono utilizzati dalla Permodalan Nasional Berhad la società che ha sviluppato il progetto. La torre si trova inoltre in una zona limitrofa della città nella quale però sono presenti numerosi punti di riferimento anche a livello nazionale come lo Stadio Merdeka e lo Stadio Negara.

## Critica
Fin da quando è stato presentato nel 2010, il progetto è stato ritenuto troppo costoso da molti malesi che ritenevano che i 2,5 miliardi spesi avrebbero potuto essere usati per cause umanitarie. L'ex primo ministro Najib Tun Razak ha affermato però che il progetto non era uno spreco e che porterà maggiori benefici generando opportunità economiche.